# Ayoub El Boubsi
 (octobre 2023).
Ayoub El Boubsi, né le 28 février 2004 à Amsterdam aux Pays-Bas, est un joueur international néerlandais de futsal.

## Biographie
Natif d'Amsterdam au sein d'une famille marocaine, Ayoub El Boubsi grandit dans le quartier de Bos en Lommer et passe sa scolarité dans une école de sport au ROC van Amsterdam.

### En club
Ayoub El Boubsi fait sa formation de futsal à l'ASV Lebo, club basé dans sa ville natale et la combine avec une activité dans le football amateur, notamment au ZSGO-WMS. Il fait ses débuts professionnels contre le FC Eindhoven, lors de la saison 2022-23 au sein d'un effectif armé de plusieurs joueurs expérimentés dont Omar Tissoudali, Jamal El Ghannouti ou encore Mohamed Chih.

### En équipe nationale
Appelé dans un premier temps avec l'équipe des Pays-Bas -19 ans pour participer à l'Euro futsal U19, il prend part à seulement deux matchs dont un face à l'Espagne -19 ans à Almelo aux Pays-Bas,.
Il reçoit sa première sélection le 3 septembre 2023 contre l'Arabie saoudite à l'occasion d'un match amical, comptant pour les préparations aux qualifications de la Coupe du monde (victoire, 5-1),.